# Уэллес, Самнер
Самнер Уэллес (англ. Sumner Welles, 14 октября 1892 — 24 сентября 1961) — дипломат Соединённых Штатов Америки, заместитель государственного секретаря (1937—1943), публицист.

## Биография
Родился в Нью-Йорке в богатой семье, имевшей широкие связи в элите, включая семейство Рузвельтов. Окончил в 1914 Гарвардский университет, после чего по совету Франклина Рузвельта поступил на дипломатическую службу, где специализировался на странах Латинской Америки. В 1922—1924 гг. был посланником в Доминиканской республике, в 1924 выполнял посредническую миссию в Гондурасе. В 1925 году ушёл в отставку по требованию президента Кулиджа, раздражённого тем, что Уэллес отбил у близкого друга Кулиджа сенатора Питера Джерри его жену Матильду Таунсенд, с которой вступил в законный брак в 1927 году.
В 1932 году во время избирательной кампании Рузвельта Уэллес был его советником по иностранным делам и в апреле 1933 года назначен помощником государственного секретаря США. Пользовался неограниченным доверием Рузвельта, выполнял его самые щекотливые поручения. В мае 1933 года направлен посланником на Кубу, где сыграл заметную роль в отстранении от власти в августе 1933 года президента Мачадо и установлении нового режима, в котором ведущую роль играл Фульхенсио Батиста, будущий президент Кубы в 1940—1944 и 1952—1959. В начале 1934 года вернулся в США. В мае 1934 года на его преемника Джефферсона Каффери было совершено неудачное покушение.
В 1937 году назначен заместителем государственного секретаря Корделла Халла и неоднократно исполнял его обязанности. В сентябре 1939 возглавлял делегацию США на 21-й панамериканской конференции в Панаме. По докладу Уэллеса конференция постановила ввести на Атлантическом океане Нейтральный патруль.
В условиях разгоравшейся в Европе Второй мировой войны совершил в феврале-марте 1940 года Уэллес прибыл с дипломатической миссией в Европу и посетил Рим, Берлин, Лондон, Париж, 2 и 4 марта 1940 года вёл переговоры с Гитлером, 3 марта встречался с заместителем фюрера Рудольфом Гессом:93. Миссия Уэллеса носила тактический характер: в преддверии перехода «сидячей войны» в новую, горячую фазу, продемонстрировать американской общественности бесперспективность любого рода мирных переговоров и тем самым лишить аргументов сторонников изоляционистской политики в США:93. Совершив продолжительную поездку по ряду стран Европы с их лидерами, возвратился в Вашингтон с уверенностью в неизбежности войны в Европе и в необходимости объединения всех противников Гитлера.

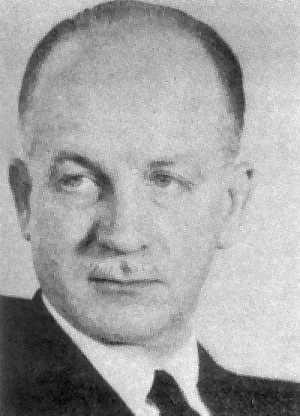
Самнер Уэллес, исполняющий обязанности государственного секретаря США, июль 1940

Именем Уэллеса названа опубликованная 23 июля 1940 года «Декларация Уэллеса» о непризнании Соединёнными Штатами вхождения Латвии, Эстонии и Литвы в состав Советского Союза. Автором этой декларации был его сотрудник Лой Хендерсон.
Долгое время придерживался антисоветских взглядов, считая, что коммунизм угрожает США и всему Американскому континенту. Позитивно оценил Мюнхенское соглашение. Выражал сожаление по поводу плохих отношений между СССР и США, что, однако, не было свидетельством изменения его отношения к коммунизму. Выступил с инициативой возобновления диалога с СССР, в том числе и в надежде на то, что это убедит советское руководство в необходимости проведения более жесткого курса по отношению к Японии.
Сосредоточившись на европейских делах, Уэллес оставил Халлу решение менее приоритетных проблем в отношении Тихого океана. Вёл интенсивные переговоры с советскими представителями, в частности, предупредил 20 марта 1941 года полномочного представителя СССР в США Константина Уманского о предстоящем нападении Германии на СССР. Источником информации были взломанные американской секретной службой кодированные японские дипломатические сообщения. Возглавлял разработку проектов послевоенного устройства мира, структуры будущей ООН, в чём встречал оппозицию Халла.
На следующий день после нападения Германии на СССР Уэллес выступил с официальным заявлением, что правительство США будет приветствовать любые действия антигитлеровских сил, какой бы ни была их природа. 26 июня 1941 года заявил послу Уманскому, что, по мнению американского правительства, отпор «агрессии, который дается сейчас народом и армией СССР, соответствует историческим интересам Соединенных Штатов». В Москве Уэллеса считали одним из своих немногих доброжелателей в Государственном департаменте США.
Соперничество Уэллеса с Халлом завершилось в сентябре 1943 отставкой Уэллеса. Халл инициировал скандал, воспользовавшись тем, что за три года до этого Уэллес пытался иметь гомосексуальный контакт в поезде с двумя неграми-проводниками. Рузвельт, нуждавшийся в Халле из-за его связей в Сенате и юге США ввиду предстоящих в ноябре 1944 президентских выборов, пожертвовал Уэллесом. Его преемником стал Эдвард Стеттиниус, сменивший 1 декабря 1944 Халла на посту государственного секретаря США.
Уйдя с дипломатической службы, Уэллес выступал в качестве радиокомментатора и публициста, опубликовал несколько книг. Был близок к сионистскому движению, подвергался нападкам маккартистов.

## Семья
Был женат на Эстер Слейтер (Esther «Hope» Slater) в 1915—1923, после развода — на Матильде Таунсенд (Mathilde Scott Townsend) в 1927—1949, а после её смерти — на Гарриетте Пост (Harriette Appleton Post) с 1952. От первой жены имел сыновей Бенджамина (Benjamin Welles, 1916—2002) и Арнольда (Arnold Welles, 1918—2002).

## Труды
- Sumner Welles. The World of the Four Freedoms (1943).
- Sumner Welles. The Time for Decision. — Harper & Brothers, 1944.
- Sumner Welles. An Intelligent American’s Guide to the Peace. — Dryden, 1945.
- Sumner Welles. We Need Not Fail. — Boston: Houghton Mifflin Co., 1948.
- Sumner Welles. Seven Decisions That Shaped History. — NY: Harper, 1951.
- Sumner Welles. Naboth’s Vineyard: The Dominican Republic, 1844—1924. — reprint. — Arno Press, 1972. — ISBN 0-405-04596-4.